# LPGA Tour 2010
De LPGA Tour 2010 was het 61ste seizoen van de Ladies Professional Golf Association Tour. Het seizoen begon met de Honda PTT LPGA Thailand, in februari, en eindigde met het LPGA Tour Championship, in december. Er stonden 25 toernooien op de agenda.

## Kalender
| Data  | Data  | Toernooi                         | Stad            | Winnaar              | Score | Score | Info                                       |
| ----- | ----- | -------------------------------- | --------------- | -------------------- | ----- | ----- | ------------------------------------------ |
| 18-02 | 21-02 | Honda LPGA Thailand              | Chonburi        | Ai Miyazato          | 267   | –21   |                                            |
| 25-02 | 28-02 | HSBC Women's Champions           | Singapore       | Ai Miyazato          | 278   | –10   |                                            |
| 25-03 | 28-03 | Kia Classic                      | Carlsbad        | Seo Hee-kyung        | 276   | –12   |                                            |
| 01-04 | 04-04 | Kraft Nabisco Championship       | Rancho Mirage   | Yani Tseng           | 275   | –13   |                                            |
| 29-04 | 02-05 | Tres Marias Championship         | Morelia         | Ai Miyazato          | 273   | –19   |                                            |
| 13-05 | 16-05 | Bell Micro LPGA Classic          | Mobile          | Se Ri Pak            | 203   | –13   | 54-holes (regenweer)                       |
| 20-05 | 23-05 | Sybase Match Play Championship   | Gladstone       | Sun-Young Yoo        | 2&1   | 2&1   | Nieuw toernooi; runner-up: Angela Stanford |
| 29-05 | 30-05 | HSBC LPGA Brasil Cup             | Rio de Janeiro  | Meaghan Francella po | 140   | –6    | Exhibitietoernooi                          |
| 10-06 | 14-06 | LPGA State Farm Classic          | Springfield     | Cristie Kerr         | 266   | –22   |                                            |
| 18-06 | 20-06 | ShopRite LPGA Classic            | Galloway        | Ai Miyazato          | 197   | –16   |                                            |
| 24-06 | 27-06 | Wegmans LPGA Championship        | Pittsford       | Cristie Kerr         | 269   | –17   |                                            |
| 01-07 | 04-07 | Jamie Farr Owens Corning Classic | Sylvania        | Choi Na-yeon         | 270   | –14   |                                            |
| 08-07 | 11-07 | US Women's Open                  | Oakmont         | Paula Creamer        | 281   | –3    |                                            |
| 22-07 | 25-07 | Evian Masters                    | Évian-les-Bains | Jiyai Shin           | 274   | –14   |                                            |
| 29-07 | 01-08 | Ricoh Women's British Open       | Southport       | Yani Tseng           | 277   | –11   |                                            |
| 20-08 | 22-08 | Safeway Classic                  | Portland        | Ai Miyazato          | 277   | –11   |                                            |
| 26-08 | 29-08 | Canadian Pacific Women's Open    | Winnipeg        | Michelle Wie         | 276   | –12   |                                            |
| 10-09 | 12-09 | P&G NW Arkansas Championship     | Rogers          | Yani Tseng           | 200   | –13   |                                            |
| 07-10 | 10-10 | Navistar LPGA Classic            | Prattville      | Katherine Hull       | 269   | –19   |                                            |
| 14-10 | 17-10 | CVS/pharmacy LPGA Challenge      | Danville        | Beatriz Recari       | 274   | –14   |                                            |
| 22-10 | 24-10 | Sime Darby LPGA Malaysia         | Kuala Lumpur    | Jimin Kang           | 204   | –9    |                                            |
| 29-10 | 31-10 | LPGA KEB-HanaBank Championship   | Incheon         | Choi Na-yeon         | 206   | –10   |                                            |
| 05-11 | 07-11 | Mizuno Classic                   | Shima           | Jiyai Shin           | 198   | –18   |                                            |
| 11-11 | 14-11 | Lorena Ochoa Invitational        | Guadalajara     | In-Kyung Kim         | 269   | –19   |                                            |
| 02-12 | 05-12 | LPGA Tour Championship           | Orlando         | Maria Hjorth         | 283   | –5    |                                            |

| Majors |  | po = winnares na play-off |